# Trichosetodes similis
Trichosetodes similis är en nattsländeart som beskrevs av Douglas E. Kimmins 1963. Trichosetodes similis ingår i släktet Trichosetodes och familjen långhornssländor. Inga underarter finns listade i Catalogue of Life.